# Кълвачът
„Кълвачът“ е български игрален филм (драма) от 2003 година на режисьора Христо Гочев.